# خانه روبی

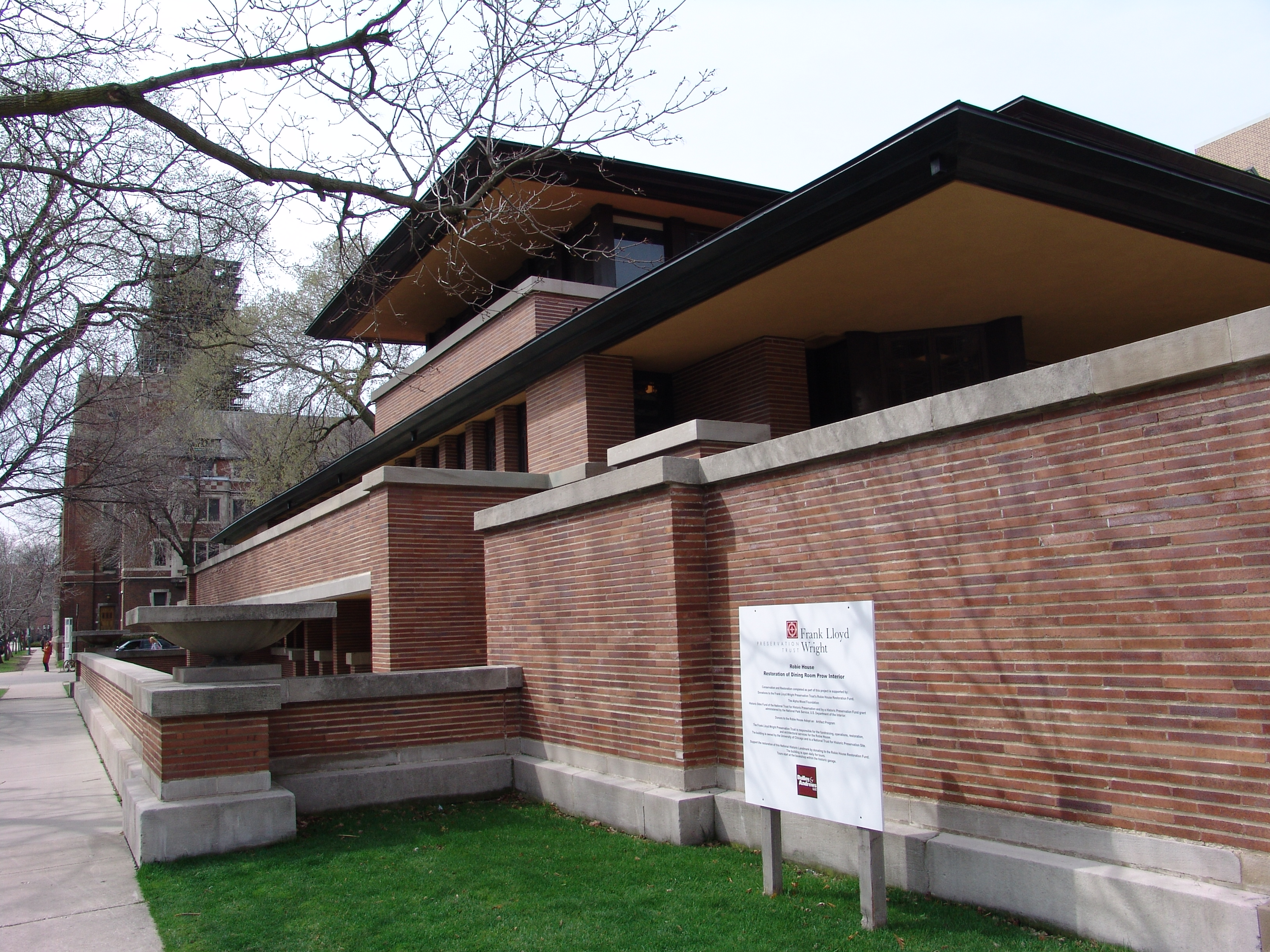

خانه روبی (به انگلیسی: Robie House) خانه‌ای است که معمار معروف آمریکایی، فرانک لوید رایت، در سال ۱۹۱۰ ملاید در ایلینوی آمریکا طراحی کرده‌است و جزء یکی از برترین آثار معماری قرن بیستم به‌شمار می‌رود.
این خانه در شهر شیکاگو و به سبک بین‌المللی ساخته شده‌است.
این خانه در مجموعه دانشگاهی دانشگاه شیکاگو واقع است و بارها این دانشگاه برای ایجاد ساختمان دیگری قصد معدوم کردن خانه را داشت. در کمپین‌های متعددی برای حفظ این خانه سرانجام یک واسطه املاک از نیویورک خانه را خرید و آن را با شرایط مشروطی که موجب حفظش می‌شد، به دانشگاه شیکاگو هدیه کرد.

## معماری
خانه رابی، بهترین و آخرین خانه ارگانیک فرانک لوید رایت، به نظر می‌رسد که برای عرصه‌ای باز طراحی شده باشد تا یک قطعه زمین در گوشهٔ خیابانی باریک. پس از ساخت این بنا فرم کشیدهٔ افقی اغراق شدهٔ آن به صورت یک تجسم خارق‌العاده در میان همسایگان متعارف، قائم به خود به نظر می‌رسد. ساختمان دارای هیچ نما، دیوار، پنجره خارجی معمولی و یا درِ ورودی نیست. بنا عملاً سایت خود را پر می‌کند؛ اندک فضای باقی‌مانده در ترکیب‌بندی کلیِ طبقه‌طبقه، با استفاده از دیوارهای کوتاه و فضای سبز به کار می‌رود. تأکید بیشتر بر افقی بودن، توسط آستانه‌های سنگی بالای پنجره‌ها و کتیبه‌ها، و نیز توسط آجرهای باریک با بندکشی‌های افقی انجام می‌شود. اجرای طرح خانه روبی یکی از بزرگ‌ترین و به یاد ماندنی‌ترین آثار اولیه رایت نبوغ رو به تکامل او را به اوج پختگی رسانید. خانه روبی همانند خانه‌های سبک پرایری ما قبل خود ساختمانی است عریض کم ارتفاع و افقی که نمایانگر لایه‌گذاری منسجم و کارآمدی می‌باشد که نمونه آن قبلاً مشاهده نشده است.
به نظر می‌رسد که رایت در طراحی این بنا تحت تأثیر آخرین دستاوردهای فناوری ماشینی روز بوده چراکه خانه رابی شباهت زیادی به هواپیما و کشتی‌های بخار اقیانوس پیمایی دارد که در زمان طراحی و ساخت این خانه بسیار شگفت‌آور بودند.
در طرح این خانه به سبک پرایری نوعی استحکام خاص وجود دارد که با بافت شهری واقع شده در آن متناسب است.
تدبیر رایت در طراحی این بنا صفحات افقی بزرگی است که با استادی تمام طوری روی هم چیده شده که توانسته‌اند سطوح داخلی چندگانه بالکن‌های روباز و بهار خواب‌های احاطه شده‌ای ایجاد کنند.
دیوارهای خارجی پوشیده با آجر قرمز رومی رنگ بلند و باریک در بالاترین ارتفاع دارای نوعی پوشش از جنس سنگ آهک هستند.
در این بنا نیز همچون آثار دیگر رایت موقعیت ساختمان نقش کلیدی ایفا می‌کند و شکل صلیب که ایده بسیاری از طرح‌های او در این دوره است در پیش آمدگی گسترده طبقه فوقانی به چشم می‌خورد.
خانه همانند دژی محکم ساکنان را در برابر سر و صدا و هیاهوی خیابان محافظت کرده و ورودی را در سمت راست خود پناه می‌دهد.
قرار دادن اتاق‌های نشیمن و نهارخوری در طبقه دوم و اتاق بازی بچه‌ها و اتاق بیلیارد در طبقه پایین از جمله تغییراتی است که رایت به واسطه آن‌ها و به نوعی با شکستن ترتیبات زندگی سنتی توانست به حریم خصوصی در خانه دست یابد که این خود حرکتی غیر متعارف در طراحی یک خانه به حساب می‌آمد.

## نگارخانه

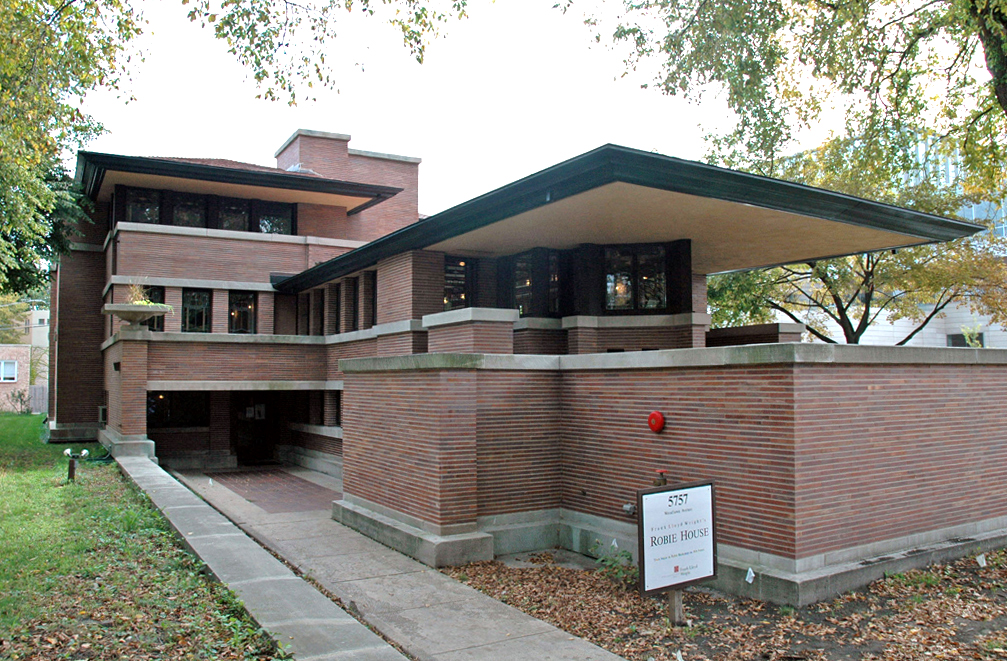
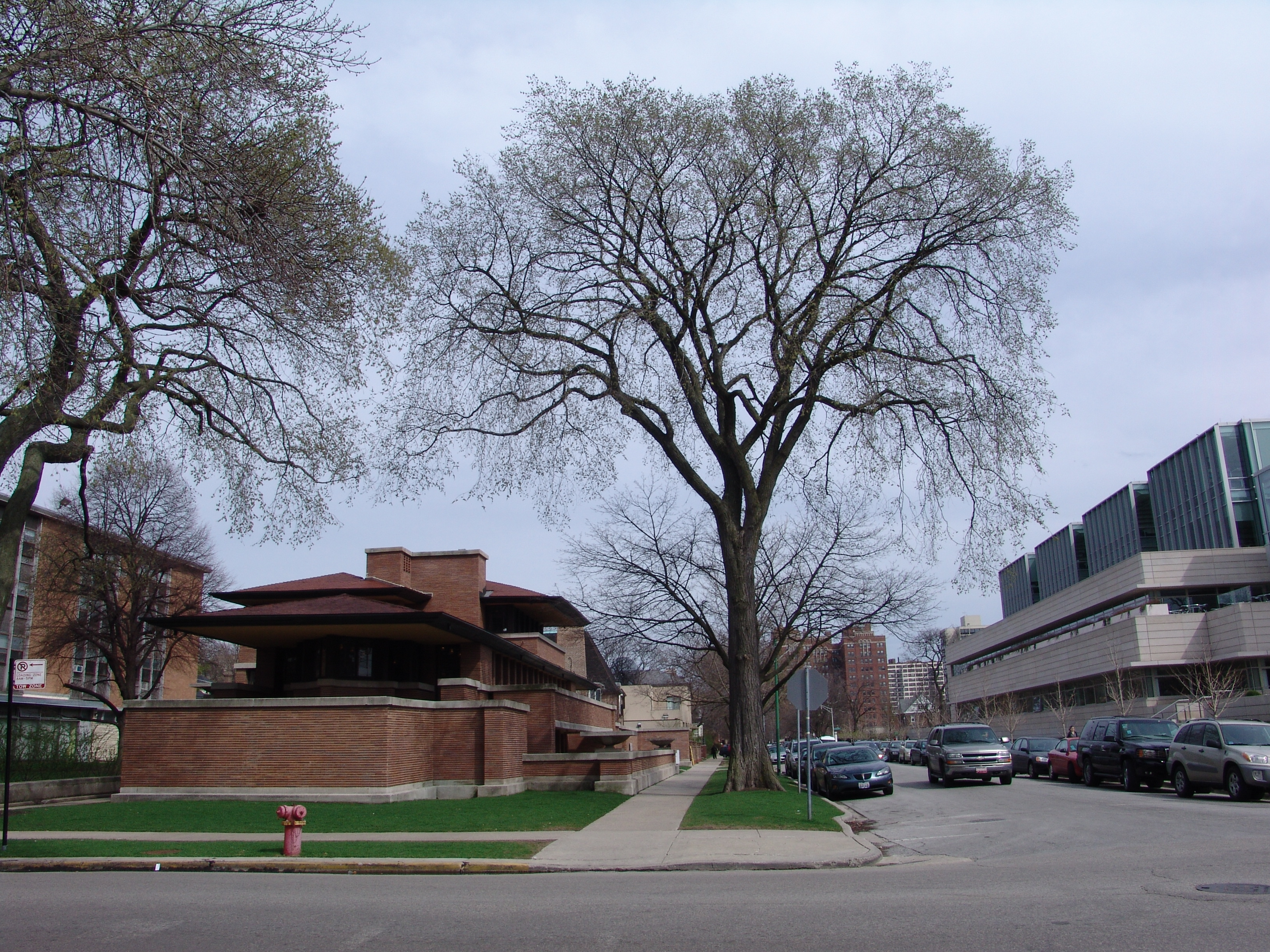
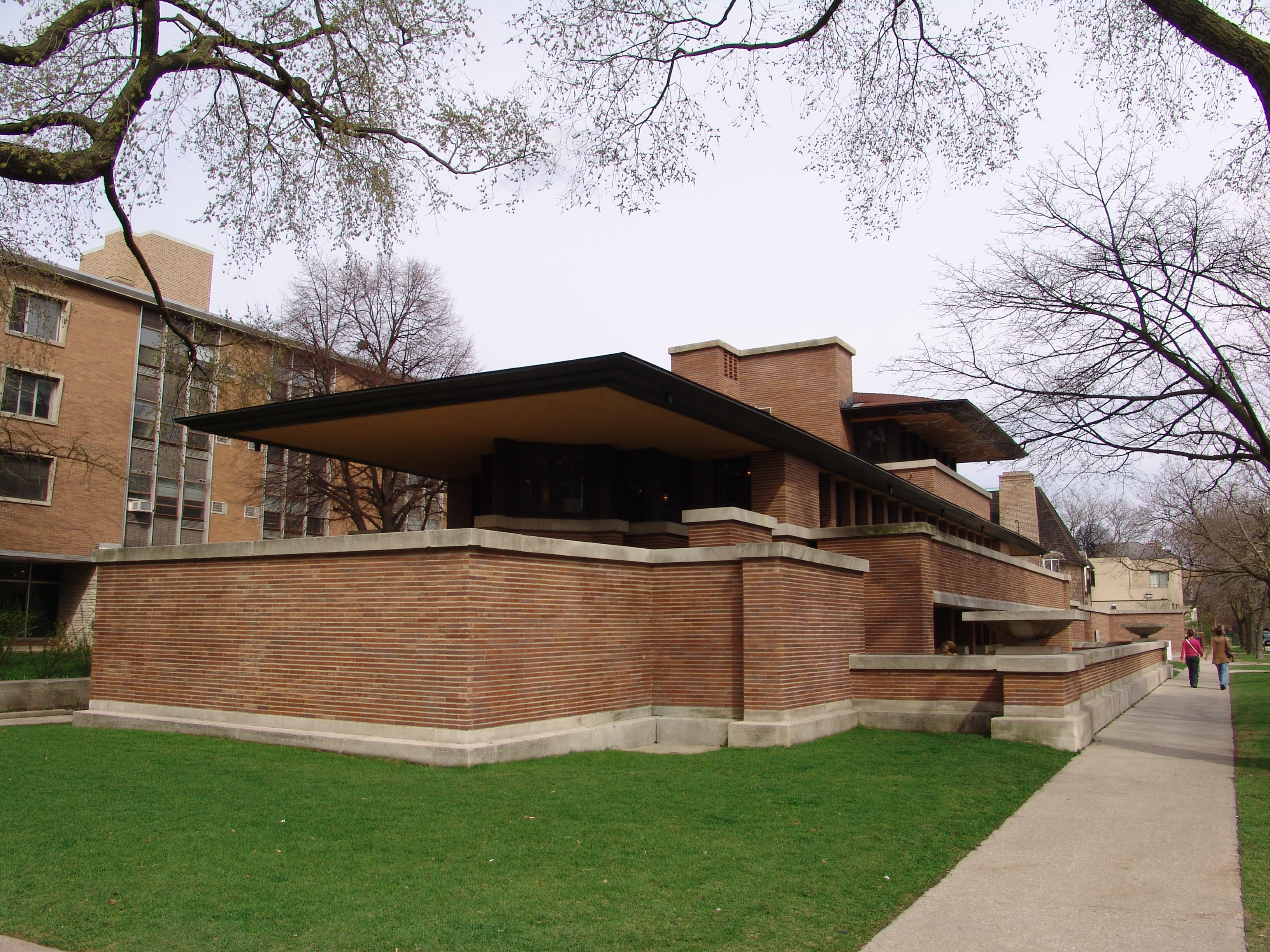
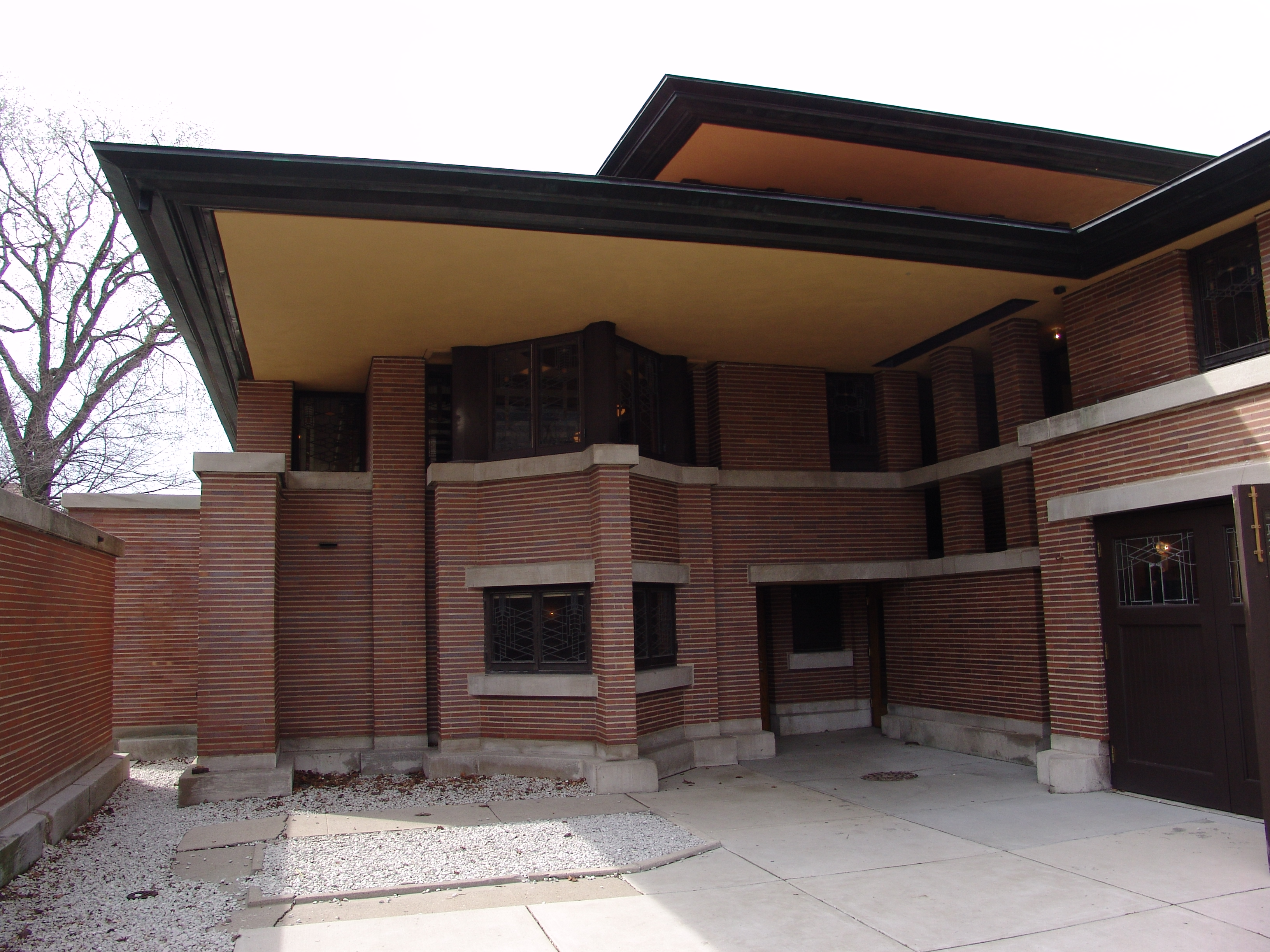
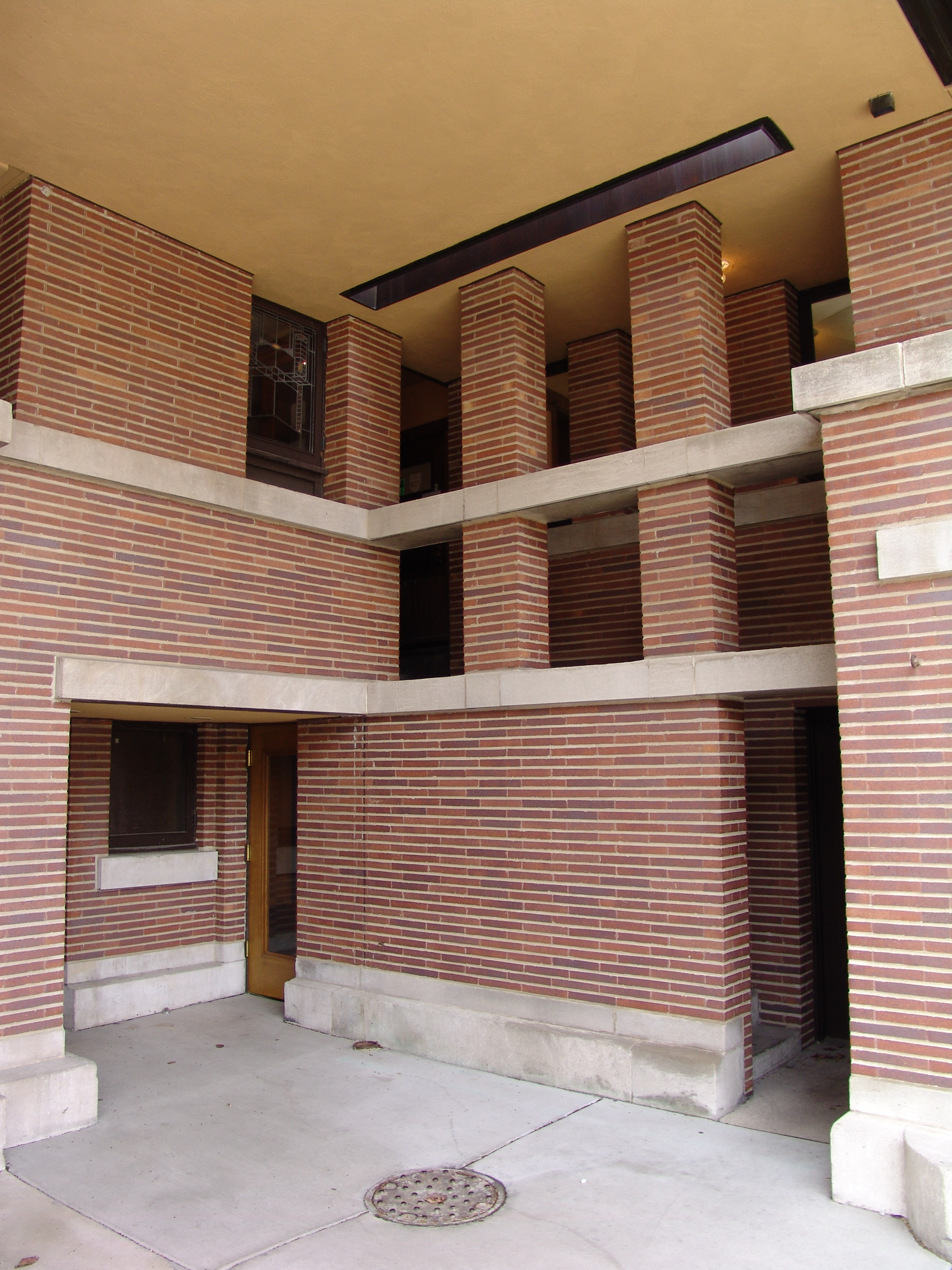
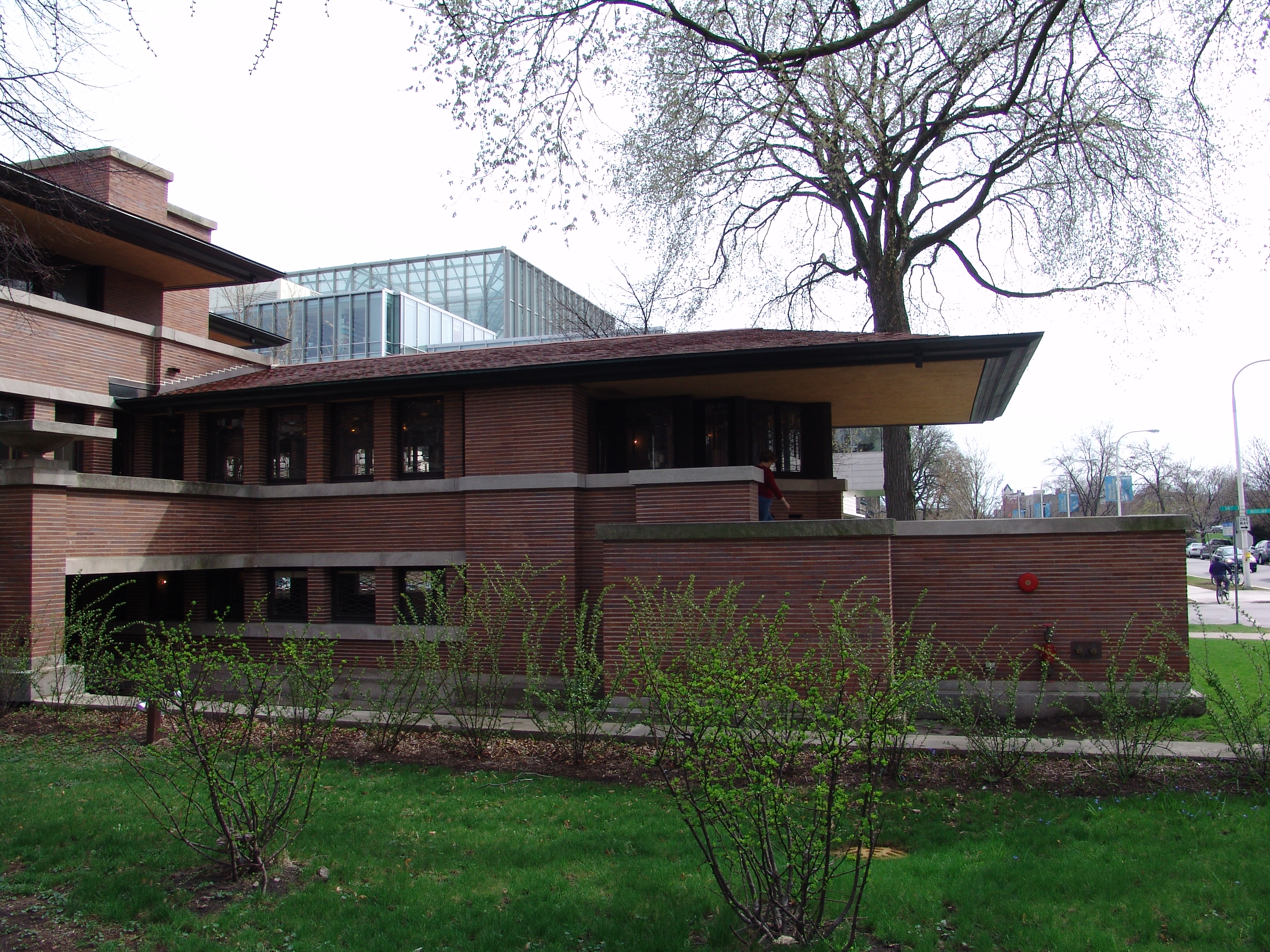
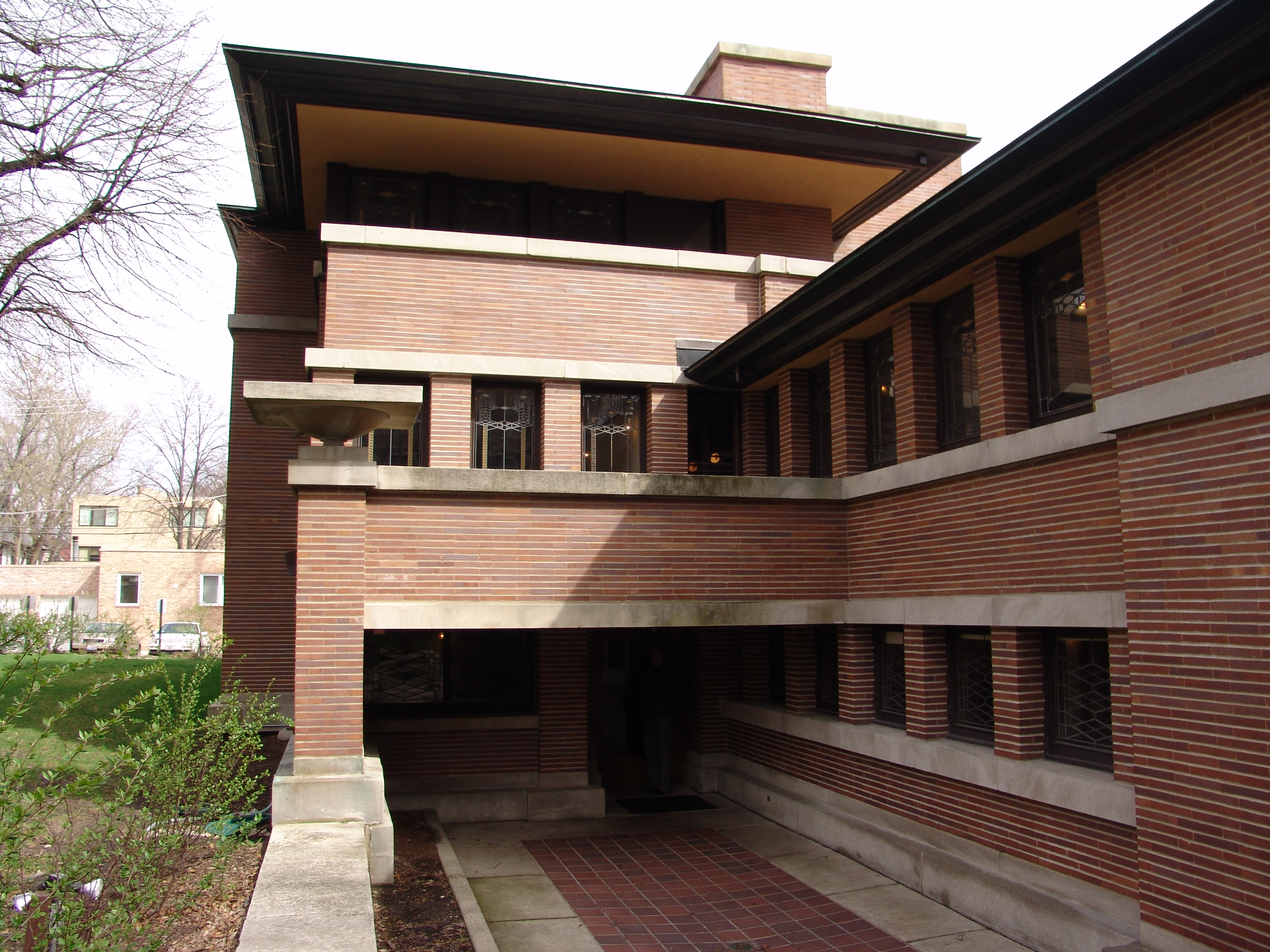